# سلینا (مینه‌سوتا)
سلینا (به انگلیسی: Celina) یک منطقهٔ مسکونی در ایالات متحده آمریکا است که در شهرستان سنت لوئیس، مینه‌سوتا واقع شده‌است. سلینا ۱۰ نفر جمعیت دارد و ۴۰۲٫۰۴ متر بالاتر از سطح دریا واقع شده‌است.